# Knut Hahn
Knut Hahn (* 19. Dezember 1964) ist ein ehemaliger deutscher Fußballspieler.

## Karriere
Der in Südhessen in Stockstadt am Rhein aufgewachsene Hahn stand ab der Saison 1983/84 bei den Kickers Offenbach im Bundesligakader, kam jedoch erst ab der Folgesaison nach dem Abstieg des Clubs in der 2. Bundesliga zum Einsatz. Dort brachte er es zu 71 Spielen und 11 Toren. 1989 wechselte er zum VfR Bürstadt in die Oberliga Hessen und 1994 zum SV Sandhausen in die Oberliga Baden-Württemberg. Dort wurde er mit dem Team Meister und stieg in die Regionalliga Süd auf. Während der Regionalligasaison 1995/96 gelang dem SV Sandhausen eine Überraschung im DFB-Pokal gegen den VfB Stuttgart. Das Spiel ging als längstes Elfmeterschießen (15:14 n. E.) des Wettbewerbs in die Geschichte ein, in dem Hahn die Tore zum 3:2 (der erste Elfer) und zum 14:13 beitrug.
Der aktiven Karriere folgte sein Engagement im Nachwuchsbereich bei den Offenbacher Kickers. In der Saison 2000/01 wurde er darüber hinaus bei den Kickers in der Regionalliga Süd, der damals dritthöchsten Spielklasse, gleich zweimal als Interimstrainer eingesetzt.

## Privatleben
Nach seiner Profikarriere studierte er Erdkunde und Sport auf Lehramt und begann im Schuldienst seine zweite Karriere. Er arbeitete als Oberstudienrat in einem Gymnasium und war von 2012 bis 2023 Leiter einer Gesamtschule in der Nähe von Darmstadt. Neben seiner Lehrertätigkeit ist er Ausbilder für den Hessischen Fußball-Verband.